# Cesare Manganelli
Cesare Manganelli (San Giovanni in Persiceto, 27 mei 1859 – Todi, 13 maart 1941) was een Italiaans componist, dirigent en violist.

## Levensloop
Manganelli studeerde viool, orkestdirectie, contrapunt en compositie aan de Regia Accademia Filarmonica di Bologna bij Federico Parigini en behaalde zijn diploma in 1882. Hij werkte als uitstekende violist in verschillende bekende theaterorkesten in Italië, bijvoorbeeld in 1884 in het 1e orkest van Bologna onder leiding van Luigi Mancinelli en in Turijn in een orkest dat concerten tijdens een nationale expositie verzorgde. 
Hij won de wedstrijd van de stad Todi en werd vervolgens tot muziekdirecteur benoemd. De eerste jaren waren erg succesrijk voor hem, zodat hij weigerde de positie als muziekdirecteur in Foligno te aanvaarden, alhoewel het salaris met 400 lire hoger uitviel dan in Todi. In Todi beleefde hij ook productieve jaren als componist. Naast een aantal bewerkingen van stukken uit bekende opera's van Giuseppe Verdi (La forza del destino, La Traviata) schreef hij eigen werk, zoals dansen (walsen, polka's, mazurka's), marsen en karakterstukken. In de eerste jaren ontstonden rond 200 werken. Hij reorganiseerde de concerten van de stedelijke banda (harmonieorkest) en verzorgde er optredens mee op het centrale plein met een podium, het plein was belicht met olielampen. Hij was eveneens docent in de muziekschool van het Instituut "Crispolti". Hij dirigeerde opera's en operettes. In het seizoen 1903/1904 werkte hij aan het Teatro Costanzi in Rome. Van 1905 tot 1907 was hij eveneens in Rome in het stedelijk orkest van Alessandro Vessella en het orkest van het Teatro Adriano. 
Als componist was hij heel productief en veelzijdig. Hij schreef missen en andere kerkmuziek, 15 operettes, symfonische en kamermuziek, vocale muziek en concerten voor instrumenten. 

## Composities

### Werken voor banda (harmonieorkest)
- 1880 Duetto originale per Cornetta e Bombardino, op. 20
- 1880 Gioia, speranza e felicità, grote concertwals, op. 24
- 1880 Assunta, mazurka, op. 25
- 1880 Ouverure per concerto a fiati, op. 28
- 1880 Capricci femminili, polka
- 1880 Votre vie soit heureuse, mazurka, op. 30
- 1880 Suonata per concerto a fiato, op. 35
- 1881 Canto ginnastico, op. 37
- 1883 Marcia funebre, op. 84
- 1884 Il ritorno, wals, op. 92
- 1884 Omaggio a Todi, mazurka, op. 94
- 1886 Frutti acerbi, mazurka
- 1890 Per la festa del direttore, mars, op. 135
- 1889 Marcia funebre, op. 136
- 1889 Marcia funebre, op. 137
- 1890 Per la festa del direttore, mars, op. 143
- 1890 Grati ricordi di Duesanti, mars, op. 144
- 1890 Angelo tentatore, wals, op. 145
- 1890 Per la festa del direttore, marspolka, op. 146
- 1890 Marcia, op. 147
- 1891 Marcia funebre, op. 154
- 1892 Mottetto per l'Incoronazione di M.V. della Pasquarella, voor kinderstemmen en harmonieorkest, op. 158
- 1893 Cose allegre, mars, op. 161
- 1894 Per la grande operazione chirurgica, wals, op. 163
- 1894 Angiolina, mazurka, op. 164
- 1894 Per la Mostra Agricola Industriale Artistica di Todi, openingsmars, op. 165
- 1894 La notte della venuta, mazurka, op. 167
- 1894 Pizzichi di zanzare, mars, op. 168
- 1898 Adagio per l'Elevazione, op. 188
- 1898 Fulvia, polka, op. 189
- 1899 Fleur d'hiver, wals, op. 191
- 1899 Giacometta, polka, op. 192
- 1899 Valzer, op. 193
- 1899 Zileria, mazurka, op. 194
- 1899 L'aquila tuderte, wals, op. 195
- 1900 Alla cara memoria del conte Odipeo Montani, treurmars
- 1900 Giorno di festa, mars, op. 236
- 1900 Dieci, polka, op. 238
- 1900 Ti vorrò sempre bene, dans, op. 239
- 1900 Alla gioventù studiosa, mazurka, op. 240
- 1900 Marcia funebre, op. 241
- 1901 L'Istituto Crispolti alla Pasquarella', mars, op. 245
- 1901 Meste momenti, wals, op. 246
- 1901 Piccoli birichini, polka, op. 247
- 1901 La festa del direttore, op. 248
- 1909 Marcia funebre, op. 288
- Anita, treurmars
- Elisa, mazurka, op. 204
- Ernestina, mars, op. 226
- I ciarlatani, wals, op. 207
- In guardia, polka, op. 201
- Inquietudini, wals, op. 203
- La pioggia, mazurka, op. 202
- Legate i cani, mars, op. 196
- Mamma la civetta, polka, op. 199
- Note grosse, mars
- Sulle rive del Faena, wals, op. 197
- Una dolorosa perdita, treurmars, op. 438

### Missen en andere kerkmuziek
- 1871 Kyrie, voor drie solisten en gemengd koor
- 1902 La Desolata, vijf motetten voor kinderkoor, harmonium en viool voor het gebruik op de Goede Vrijdag
- 1916 Le tre ore di agonia di N.S. Gesù Cristo, zeven motetten voor driestemmig mannenkoor (TBB), viool en orgel voor het gebruik op de Goede Vrijdag - première in de kerk van Santa Maria Novella in Florence
- Messa da requiem

### Muziektheater

#### Operettes
| Voltooid in | titel                 | aktes                      | première                                 | libretto     |
| ----------- | --------------------- | -------------------------- | ---------------------------------------- | ------------ |
| 1895        | Toi-Ko ook: Toikò     | 3 bedrijven en 4 taferelen | 21 februari 1895, Todi, Teatro Communale | Getulio Ceci |
| 1896        | Gonnella              | 3 bedrijven                | 15 januari 1896, Todi, Teatro Communale  | Getulio Ceci |
| 1922        | La croce di cavaliere |                            | 11 juni 1922, Todi, Teatro Communale     | Rufo Ciotti  |
|             | La Gheisa             |                            |                                          |              |